# Amphoriscus kryptoraphis
Amphoriscus kryptoraphis is een sponssoort in de taxonomische indeling van de kalksponzen (Calcarea). De spons leeft in de zee en zijn steencel bestaat uit calciumcarbonaat.
De spons behoort tot het geslacht Amphoriscus en behoort tot de familie Amphoriscidae. De wetenschappelijke naam van de soort werd voor het eerst geldig gepubliceerd in 1908 door Urban.